# 야마미촌
야마미촌(山海村)은 일본 아이치현 지타군에 설치되었던 촌이다. 현재의 미나미치타정의 일부에 해당한다.